# Saint-Pardoux-de-Drône
Saint-Pardoux-de-Drône é uma comuna francesa na região administrativa da Nova Aquitânia, no departamento Dordonha. Estende-se por uma área de 8,72 km². Em 2010 a comuna tinha 200 habitantes (densidade: 22,9 hab./km²).